# Ulgham
Ulgham är en ort och civil parish i Storbritannien.   Den ligger i grevskapet och kommunen Northumberland i riksdelen England, i den centrala delen av landet, 400 km norr om huvudstaden London. Ulgham ligger 52 meter över havet och antalet invånare är 365.
Terrängen runt Ulgham är platt, och sluttar österut. Runt Ulgham är det tätbefolkat, med 913 invånare per kvadratkilometer. Närmaste större samhälle är Blyth, 13,5 km sydost om Ulgham. Trakten runt Ulgham består i huvudsak av gräsmarker.